# Monstro de Bragança
O Monstro de Bragança, alcunha dada pela imprensa a Sebastião Antônio de Oliveira, foi um assassino em série de crianças, tendo cometido ao menos oito estupros e cinco homicídios na região de Bragança Paulista em dois períodos: entre 1953 e 1963 e entre 1974 e 1975, quando foi preso. O caso chocou a sociedade bragantina e paulista na década de 1970.

## História
Sebastião Antônio de Oliveira nasceu em local e datas incertos. Segundo reportagem do jornal Folha de S.Paulo, ele nasceu em Tuiuti, em 7 de outubro de 1915. Já a revista O Cruzeiro cita a cidade de Amparo em 1916. Desde a infância apresentou problemas psiquiátricos que foram se acentuando ao longo dos anos. Casou-se em 1938, tendo vários filhos. Nos anos 1950, seus problemas de saúde mental se agravaram.

## Crimes (primeira onda)
Em 1953, Sebastião estava em Atibaia quando atraiu uma garota com cerca de 8 anos de idade e a estuprou, tendo abandonado a criança quase morta. Ainda naquele ano, outra criança apareceu morta com sinais de estupro na região de Bragança. 
Após ser denunciado, foi preso e condenado a prisão na Casa de Detenção de São Paulo. Exames psiquiátricos solicitados pela justiça o fazem ser transferido para tratamento ao Hospital Penal de Franco da Rocha. Por conta de bom comportamento, foi transferido para o Hospital Psiquiátrico do Juqueri em 1958. 
No ano seguinte, fugiu do Juqueri e perambulou até firmar residência em São Paulo. Ali passou a viver no bairro do Tatuapé com sua esposa e uma filha. 
Em 10 de julho de 1959, Sebastião sequestrou sua enteada de 6 anos e desapareceu. Sua mulher alertou as autoridades, que efetuaram buscas em São Paulo e no interior (por conta do histórico do fugitivo). No dia seguinte, após tê-la estuprado, Sebastião abandonou a filha no pedágio da Estrada de Mogi-Mirim, na altura de Campinas e desapareceu.
Em 1963, foi acusado do estupro de outra menor e preso em Adamantina, sendo novamente encaminhado para o Hospital Penal de Franco da Rocha. 
Em 1969 um relatório médico o classificou como bio-criminoso puro com especialidade sexopata e Sebastião foi transferido para o Hospital de Custódia de Taubaté, onde permaneceu até 24 de fevereiro de 1973, quando foi colocado em liberdade vigiada. No ano seguinte, encontrava-se perambulando e praticando mendicância nas cidades da região de Bragança Paulista, até fixar residência em Bragança em meados de 1974.

## Crimes (segunda onda)
Em dezembro de 1974, Sebastião sequestrou, estuprou e assassinou Maria Janete de 6 anos (no dia 26) e Valdir de 8 anos (dia 29), além de ter tentado atacar quatro crianças entre essas datas. 
A Polícia Civil interrogou essas crianças que escaparam do maníaco e estava com um retrato falado em busca do suspeito. Enquanto ocorriam as buscas, mais duas crianças, as irmãs Ana Aparecida (6 anos) e Rosângela (7 anos) desapareceram. Com a notícia do desaparecimento de crianças, a cidade de Bragança entrou em pânico, com pais impedindo as crianças de brincarem nas ruas, vigiando a porta de escolas, entre outras medidas.
Após 22 dias de buscas, Sebastião foi preso na cidade de Amparo. Conduzido à Bragança, confessou os quatro assassinatos e levou os policiais até o local onde havia abandonado os corpos das irmãs desaparecidas.
Em relação a estas ocorrências, Sebastião relatou ter praticado canibalismo, consumindo partes de seus corpos ainda no local dos crimes.

## Prisão e morte
A notícia da prisão correu a cidade de Bragança Paulista, de forma que populares começaram a cercar a delegacia para linchar o Monstro de Bragança. A polícia realizou uma operação de transferência para Campinas, com mais de 50 policiais armados escoltando Sebastião até o Presídio de Campinas. Enquanto aguardava julgamento ali, foi jurado de morte pelos demais detentos. Com isso, foi transferido para Atibaia. 
Após a justiça atender a um pedido de seu advogado de defesa, foi transferido pela terceira vez para o Hospital Penal de Franco da Rocha. Posteriormente o juiz do caso, Doutor João Batista Lopes, solicitou por três vezes ao longo de 1975 uma avaliação mental para decidir se o réu deveria ser submetido a julgamento. Por motivos ignorados, a avaliação não foi realizada naquele ano, sendo marcada para o início de 1976. Em 7 de janeiro de 1976, Sebastião foi encontrado enforcado em sua cela.

## Na cultura popular
Em Bragança, os túmulos das quatro crianças localizados no Cemitério Municipal da Saudade tornaram-se ponto de peregrinação popular. Algumas pessoas atribuem milagres às crianças e deixam ofertas em agradecimento às graças alcançadas.